# Marianne Selleger
Marianne Selleger (Alkmaar, 8 december 1961) is een Nederlandse zangeres en muzikante. 

## Biografie
Aanvankelijk studeerde Selleger culturele antropologie; ze deed haar kandidaats-examen, en stapte toen over naar het Sweelinck conservatorium, om zang te studeren. Die opleiding vervolgde ze in Salzburg, in Oostenrijk, aan de Mozarteum Universiteit. Ze studeerde af in 1992. Ze volgde masterclasses bij Nikolaus Harnoncourt, Sena Jurinac en Kurt Widmer.

## Werk
In 1992 zong ze mee in de productie De Toverfluit van Mozart van Frank Groothof, die op cd werd uitgevoerd.
In 2009 verscheen een uitvoering van het Stabat Mater van Pergolesi op cd. Ze zong samen met Marriette Oelderik en werd begeleid door het ensemble Saxo Panico.
Met het Pergolesi Ensemble, dat ze in 2009 oprichtte, voert ze jaarlijks rond Pasen het Stabat Mater van Pergolesi uit.
In 2017 zong Selleger een werk van Maurice Verheul, getiteld Crack Baby. Ze werd daarbij op de piano begeleid door de Australische pianist Geoffrey Douglas Madge.

## Visueel antropoloog
In 2023 studeerde ze cum laude af als visueel antropoloog aan de Universiteit van Amsterdam. Ze maakte een film met als titel Singing without words (zingen zonder woorden) over jodelen. De film duurt ruim een half uur en geeft een beeld van de 

## Discografie
- 1992: De Toverfluit van Mozart.  Frank Groothof e.a. (Vanguard Classics 99137).[6]
- 2009: Pergolesi - Stabat Mater. Met Mariette Oelderik (sopraan) en saxofoonkwartet "Saxo Panico" (Pieter Engels, Leon van Mil, Dirk Hooglandt, Erik van der Weijden).[7]
- 2020: Stabat Mater - G.B.Pergolesi. Wendeline van Houten, Marianne Selleger, Het Pergolesi Ensemble